# 岸和田市立山滝中学校
岸和田市立山滝中学校（きしわだしりつ やまたきちゅうがっこう）は、大阪府岸和田市内畑町にある公立中学校。
岸和田市南東部の山間部を校区とする。校区の面積は岸和田市立中学校で一番広いが、生徒数は岸和田市立中学校では一番少ない学校となっている。
1947年の学制改革と同時に、当時の泉北郡山滝村（翌1948年に岸和田市に編入）の中学校として創立した。

## 沿革
- 1947年
  - 4月1日 - 泉北郡山滝村立中学校として創立。
  - 4月22日 - 授業開始。この日を創立記念日とする。
- 1948年
  - 4月1日 - 山滝村が岸和田市に編入されたことに伴い、岸和田市立第七中学校に改称。
  - 12月10日 - 現在地に校舎落成。
- 1949年5月9日 - 岸和田市立山滝中学校に改称。
- 1981年4月1日 - 文部省、大阪府教育委員会、岸和田市教育委員会より道徳教育の研究校に指定される。
- 2006年4月1日 - 岸和田市教育委員会より、環境教育推進モデル地域事業研究進行校に指定される。

## 交通
- 南海泉北線 和泉中央駅 南西へ約6.2km。
- 南海ウイングバス 沢峯バス停 下車すぐ。